# Nguyễn Thanh Bảnh
Nguyễn Thanh Bảnh là Thiếu tướng Công an nhân dân Việt Nam. Ông hiện giữ chức vụ Phó Tư lệnh Bộ Tư lệnh Cảnh sát Cơ động Việt Nam phụ trách lực lượng cảnh sát cơ động phía Nam Việt Nam.

## Tiểu sử
Nguyễn Thanh Bảnh là đảng viên Đảng Cộng sản Việt Nam.

### Công tác tại Công an tỉnh Kiên Giang
Tháng 8 năm 2003, Nguyễn Thanh Bảnh là Thiếu tá Công an nhân dân Việt Nam, Trưởng phòng Cảnh sát điều tra Công an tỉnh Kiên Giang.
Tháng 6 năm 2005, Nguyễn Thanh bảnh là Trung tá Công an nhân dân Việt Nam, Phó thủ trưởng thường trực Cơ quan Cảnh sát Điều tra Công an tỉnh Kiên Giang.
Tháng 11 năm 2005, Nguyễn Thanh bảnh là Trung tá, Chánh văn phòng Cơ quan Cảnh sát Điều tra Công an tỉnh Kiên Giang.
Tháng 7 năm 2006, Nguyễn Thanh Bảnh là Trung tá, Phó Giám đốc Công an tỉnh Kiên Giang.
Tháng 5 năm 2008, Nguyễn Thanh Bảnh là Thượng tá Công an nhân dân Việt Nam, Phó Giám đốc Công an tỉnh Kiên Giang, Trưởng ban chuyên án điều tra băng trộm chuyên trộm thiết bị trường học lớn nhất ở đồng bằng sông Cửu Long.

### Phó Tư lệnh Bộ Tư lệnh Cảnh sát Cơ động
Tháng 1 năm 2013, Nguyễn Thanh Bảnh là Đại tá Công an nhân dân, Phó tư lệnh Bộ tư lệnh Cảnh sát cơ động, Bộ Công an.
Từ tháng 6 năm 2015 đến năm 2019, Nguyễn Thanh Bảnh là Thiếu tướng Công an nhân dân Việt Nam, Phó tư lệnh phụ trách lực lượng cảnh sát cơ động phía Nam.
Tháng 8 năm 2019, Nguyễn Thanh Bảnh là Ủy viên Đảng ủy Bộ Tư lệnh Cảnh sát Cơ động Việt Nam.

## Lịch sử thụ phong quân hàm
- Trung tá
- Thượng tá
- Đại tá
- Thiếu tướng Công an nhân dân Việt Nam (2013-2015)